# Американская зелёная кваква
Американская зелёная кваква (лат. Butorides virescens) — небольшая болотная птица семейства цаплевых, обитающая в северной и центральной Америке. Имеет близкое родство с зелёной кваквой (Butorides striatus) из Африки и Азии и некоторыми орнитологами рассматривается как её подвид Butorides striatus virescens.

## Описание
Небольшая приземистая птица 41-46 см длиной, размахом крыльев 64-68 см и весом около 240 г, с относительно короткими для цапель ногами. У взрослых птиц оперение верхней части тела и крыльев блестящее, тёмно-зелёное, под определённым углом переливающееся синим цветом. Брюхо серое. Шея и грудка каштаново-коричневые, с продольной белой полосой посередине. На голове имеется шапочка зеленовато-чёрных перьев. Клюв длинный, острый, большей частью чёрный или желтоватый на уздечке и в основании надклювья. В сезон размножения клюв полностью чёрный. Радужная оболочка глаз жёлтая или оранжевая. Ноги оранжевые. Самки выглядят несколько меньше по размеру, менее ярко раскрашены и менее блестящие по сравнению с самцами. У молодых птиц оперение более матовое, на шее и груди имеются полосы белого цвета, а ноги жёлтые.
Полёт медленный, плавный. На мелководье передвигается осторожно, но при случае способна и поплыть.

## Распространение
Широко распространена на территории Северной, Центральной Америке, встречается также в Южной Америке к северу от Колумбии и Венесуэлы. На севере ареал ограничен южными районами Канады. Одни популяции ведут оседлый образ жизни, другие мигрируют. В период размножения скапливаются в основном в восточной части Северной Америки к востоку от Великих равнин, хотя на западном тихоокеанском побережье также имеются отдельные популяции. Негнездящиеся птицы встречаются во внутренних областях Мексики и Центральной Америки, на юге американских штатов Аризона и Нью-Мексико. Живут оседло на Антильских островах, побережье Мексики и Центральной Америки и в Южной Америке.
Обитают вдоль лесных болот с густой прибрежной растительностью, в мангровых зарослях морских побережий, по берегам рек и озёр. Встречаются на водоёмах как с пресной, так и с солёной водой. Охраняет как кормовую, так и гнездовую территорию.

## Размножение
Моногамна, однако пары сохраняются только в течение одного сезона. Гнездится парами либо реже небольшими неплотными группами, на заболоченных участках возле воды. Гнездо из веточек строится возле воды либо прямо над ней, в густых зарослях кустарника или на ветвях деревьев, на высоте до 20 м.. Самец приносит материал для строительства, а самка занимается его укладыванием. Кроме того, самец занимается охраной территории. Кладка состоит обычно из 2-4 (реже до 6) бледно-зелёных яиц, с интервалом одно яйцо каждые 2 дня. Инкубационный период составляет 19-21 дня, оба родителя участвуют в насиживании. Птенцы появляются голыми и беспомощными; оба родителя кормят их отрыгнутой пищей, по мере роста постепенно уменьшая дозу. Гнездо не имеет заметного углубления, и подросшие птенцы могут выпасть из него. На крыло птенцы становятся через 16-17 дней, а через 30-35 дней уже полностью независимы от родителей. Половая зрелость самцов и самок наступает уже на следующий сезон.

## Питание
Рацион в основном состоит из мелкой рыбы, беспозвоночных животных, лягушек и насекомых. Также употребляет в пищу мелких грызунов, ящериц, змей и головастиков. В целом в выборе отдельных видов неприхотлива и питается тем, что имеется в наличии. Охотится в дневное время суток, медленно передвигаясь по мелководью или неподвижно сидя в засаде на низко расположенной ветке дерева или выступающем камне.
Замечено, что для привлечения добычи американские зелёные кваквы иногда используют приманку как орудие труда. Например, в морском аквариуме г. Майами в США птицы воровали у сотрудников гранулированный рыбий корм, который впоследствии подбрасывали в места скопления рыб, а затем ловили их. Несколько птиц время от времени использовали этот метод. А ещё ранее такая особенность кваквы была описана в 1958 году в статье Ловелла: в ней дикие птицы бросали в воду кусочки хлеба, подманивая рыб. Если первая попытка по какой-либо причине не удавалась, в воду бросался другой кусочек хлеба.

## Галерея

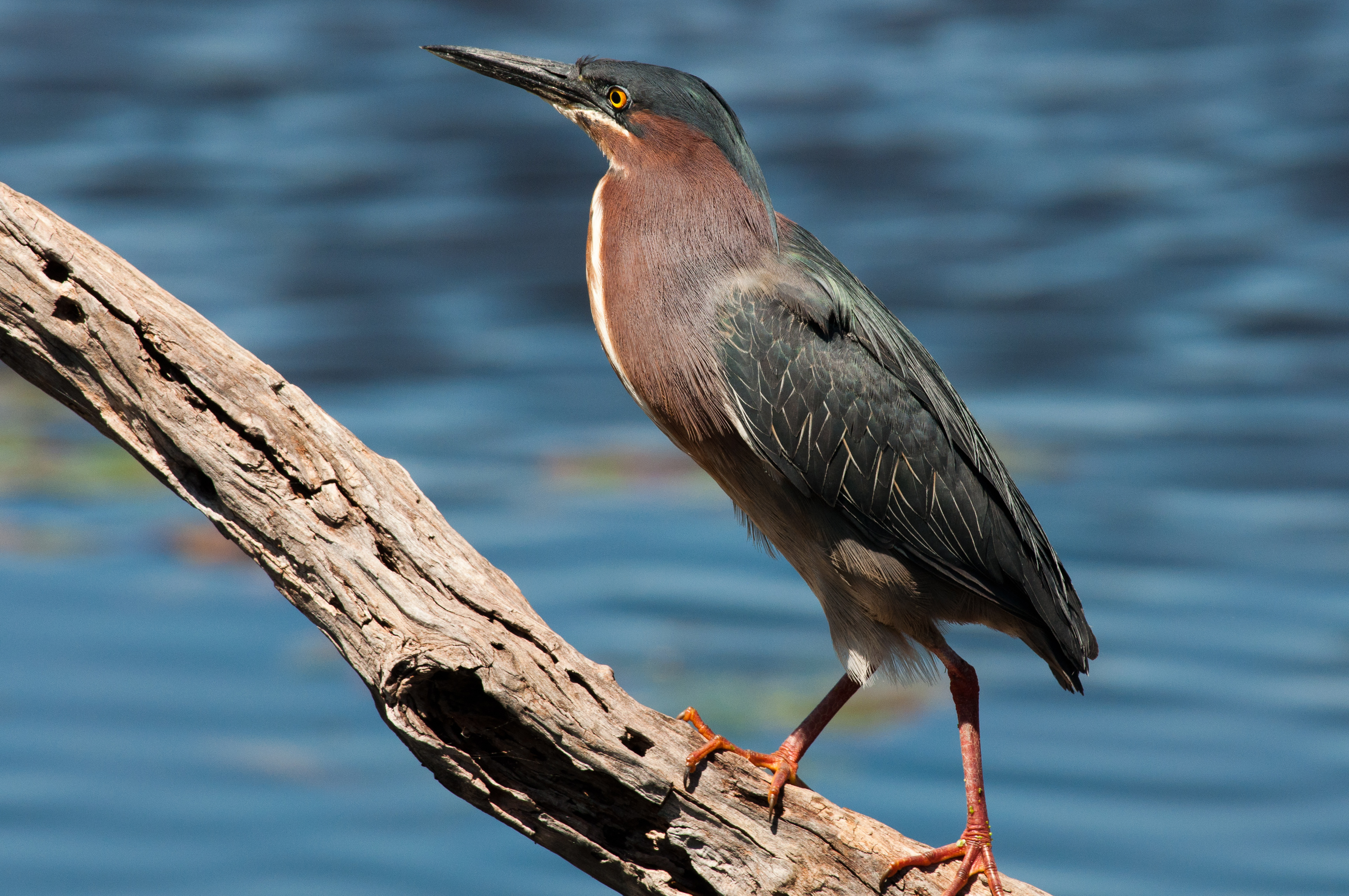
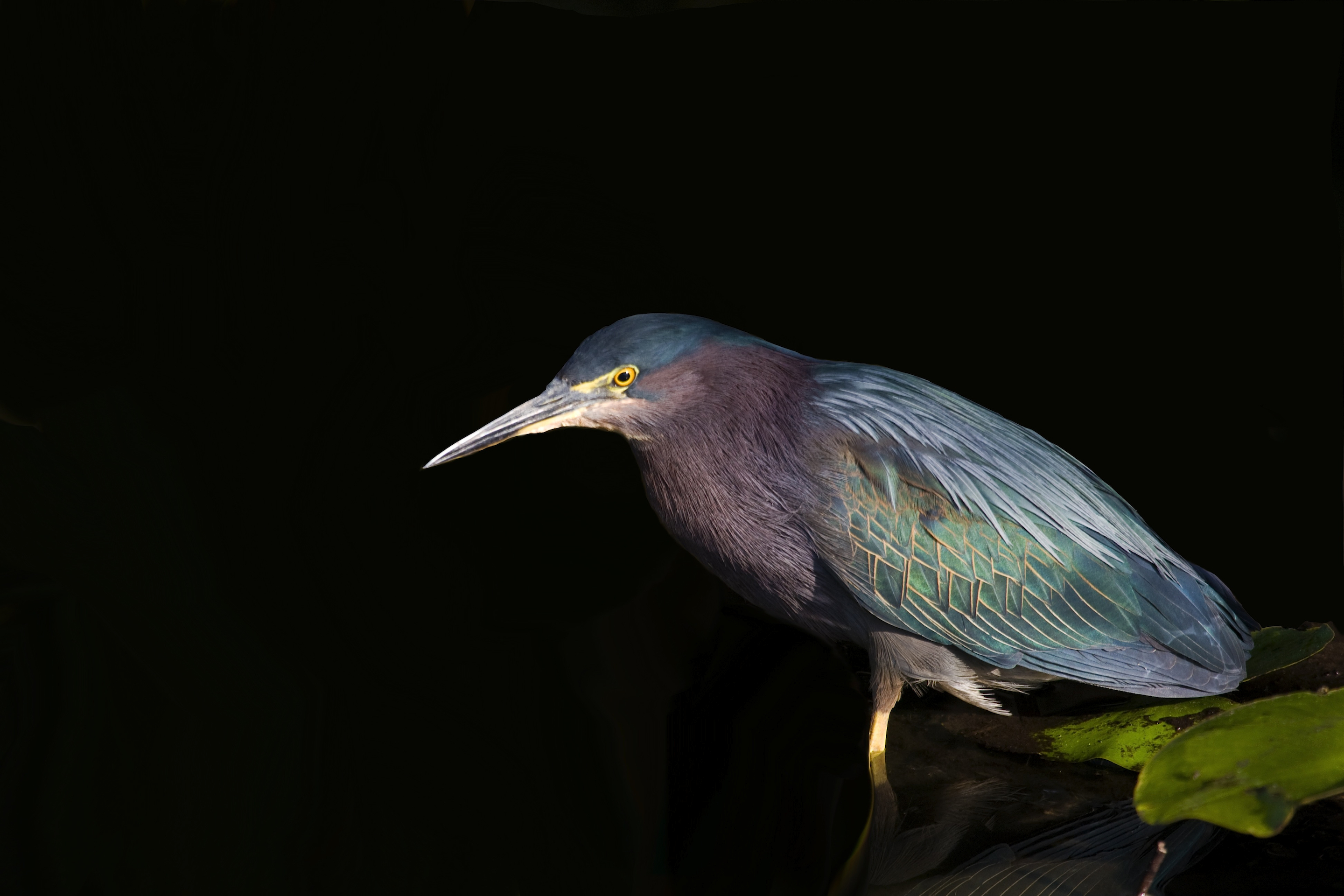
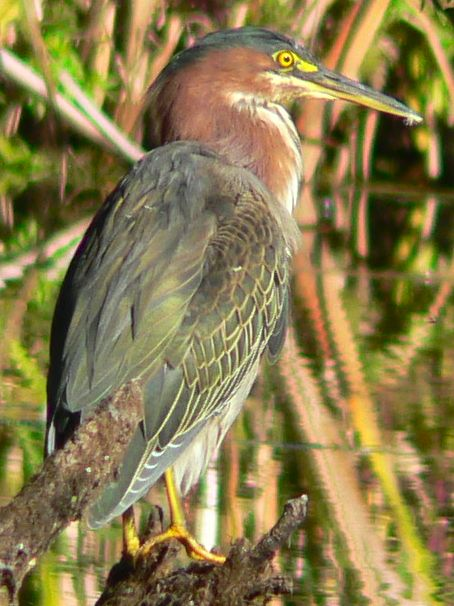
Взрослая птица
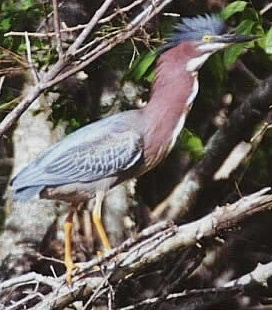
С хохолком
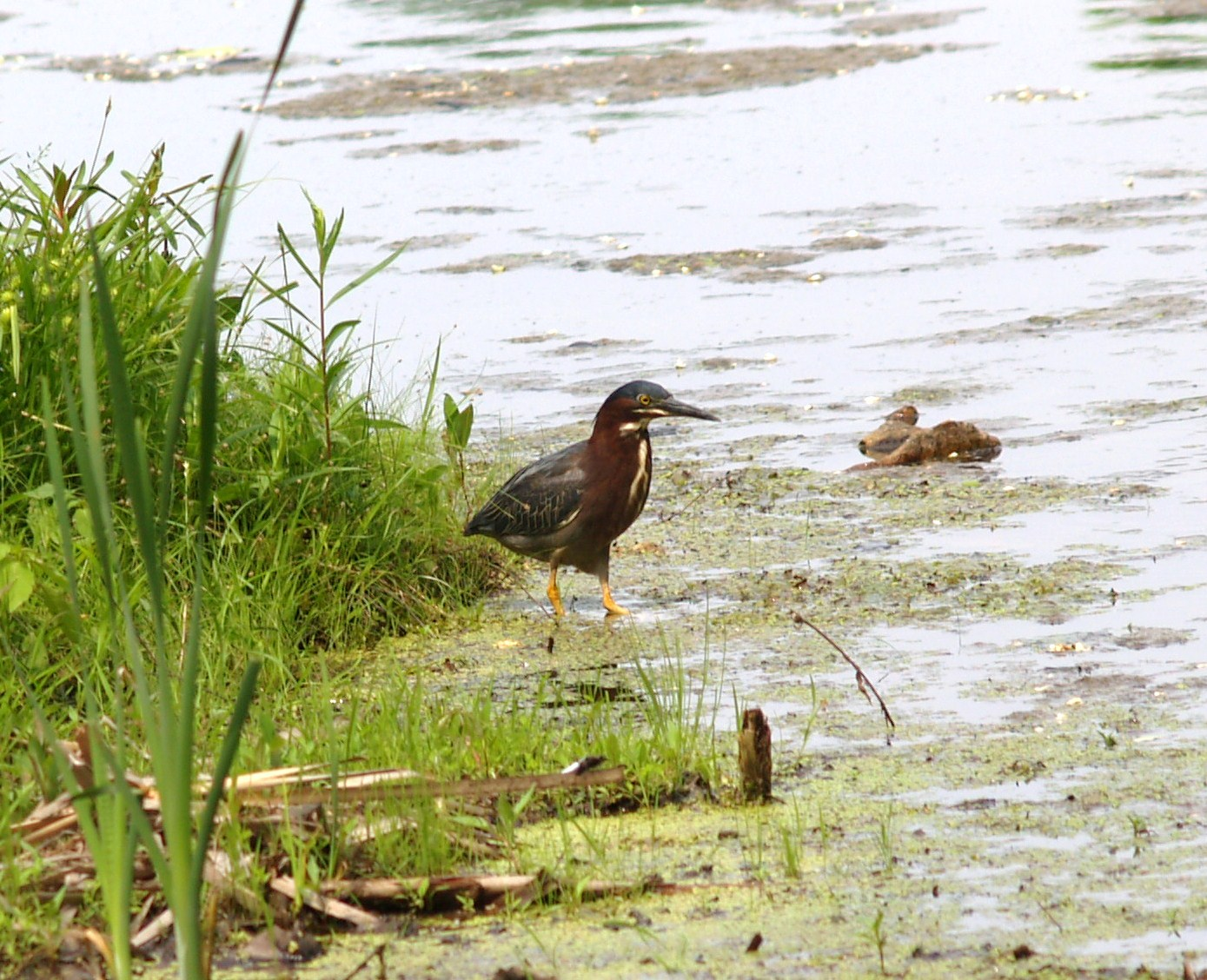
Американская зелёная кваква на охоте